# Microcèbe de Mamiratra
Microcebus mamiratra
Espèce
Statut de conservation UICN

 EN  : En danger
Le Microcèbe de Mamiratra (Microcebus mamiratra) est une espèce de primates (lémuriformes) de Madagascar dont l'existence est contestée en tant qu'espèce.

## Répartition
Il vit sur l'île de Nosy Bé, dans la province d'Antsiranana de Madagascar, et sur le continent, près du village de Manehoka, dont la réserve de Lokobe. Le nom de « mamiratra » vient du malgache et signifie « clair et brillant ». Cette espèce est étroitement liée à une autre nouvelle espèce, qui est elle-même liée à Microcebus sambiranensis et à Microcebus tavaratra.

## Description
Ce lémurien est, avec un poids de 60 g, dans la moyenne de son genre. La fourrure de la partie supérieure est brun-rougeâtre et devient plus sombre dans le milieu du dos. La queue est aussi brun-roux mais le ventre est blanc ou crème. Sa longueur totale est de 26 à 28 cm y compris sa queue longue de 15 à 17 cm.

## Systématique
Le nom valide complet (avec auteur) de ce taxon est Microcebus mamiratra Andriantompohavana, Zaonarivelo, Engberg, Randriamampionona, McGuire, Shore et al., 2006.
Son statut d'espèce a été récemment remis en question par une vaste étude de l'ADN nucléaire et des arbres de gènes chez les microcèbes. Les résultats ont montré que, bien que son ADN mitochondrial diffère de celui du Microcebus sambiranensis, son ADN nucléaire n'en diffère pas. Cela est probablement dû à la philopatrie des femelles. Les femelles restent à proximité de la région où elles sont nées et l'ADN mitochondrial, qui est hérité de la mère, restera similaire au sein d'une petite région alors que l'ADN nucléaire d'une espèce doit être similaire sur une zone beaucoup plus vaste. Selon l'étude, c'est le cas pour le Microcèbe de Mamiratra. Pour cette raison, on a suggéré qu'il ne soit plus reconnu comme une espèce distincte.
Microcebus mamiratra a pour synonyme :
- Microcebus lokobensis Olivier et al., 2007

## Publication originale
- (en) Rambinintsoa Andriantompohavana, John R. Zaonarivelo, Shannon E. Engberg, Richard Randriamampionona, Susie M. Mcguire, Gary D. Shore, Richard Rakotonomenjanahary, Rick A. Brenneman et Edward E. Louis, « Mouse lemurs of northwestern Madagascar with a description of a new species at Lokobe Special Reserve », Occasional Papers, Museum of Texas Tech University, Museum of Texas Tech University (d), vol. 259,‎ 2006, p. 1-23 (ISSN 0149-175X, DOI 10.5962/BHL.TITLE.156966, lire en ligne).